# Trường Đại học Mỹ thuật Thành phố Hồ Chí Minh

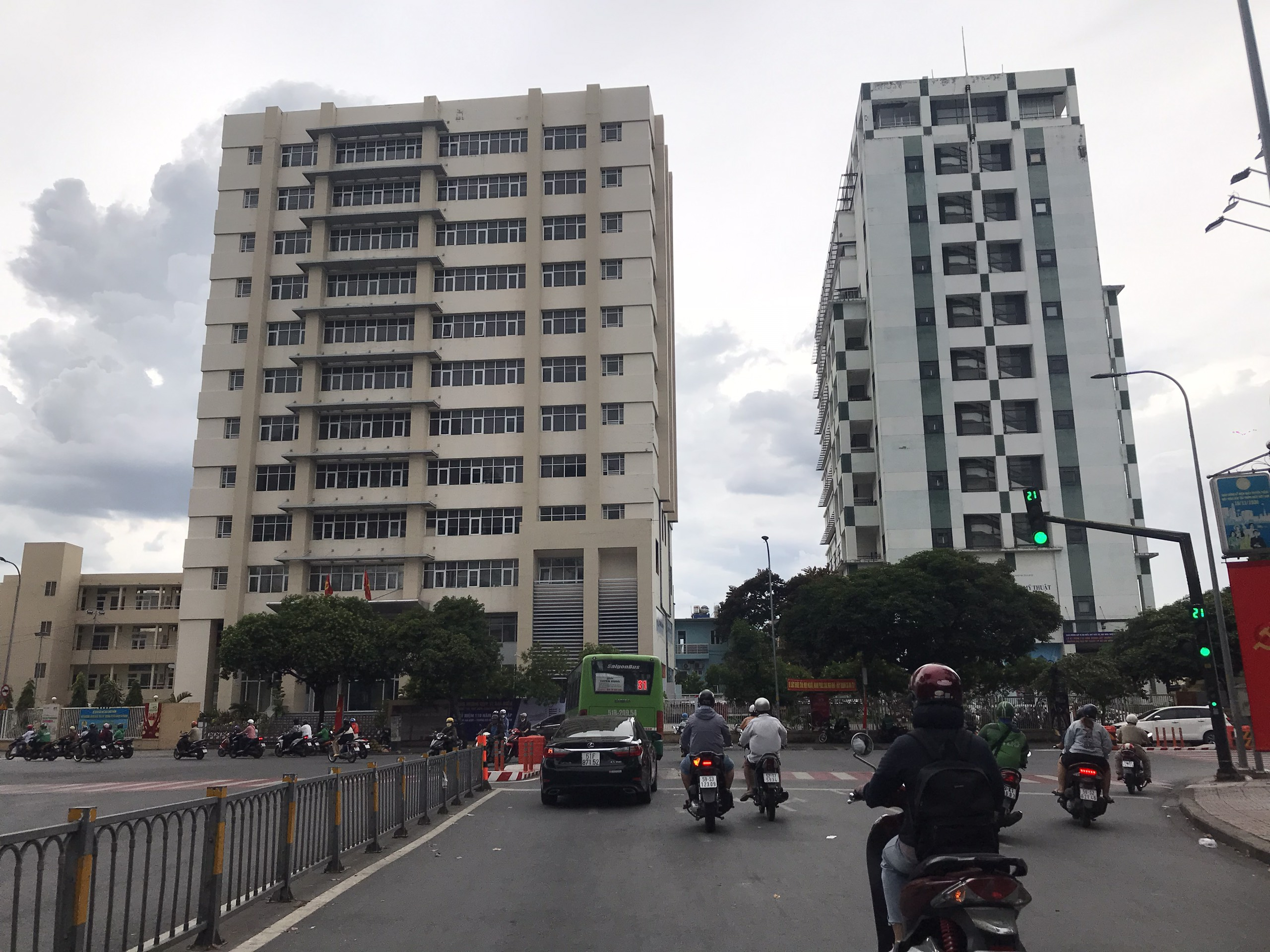
Trường Đại học Mỹ thuật Thành phố Hồ Chí Minh

Trường Đại học Mỹ thuật Thành phố Hồ Chí Minh là một trường đại học chuyên ngành về đào tạo nhóm ngành mỹ thuật tại Việt Nam. Trường trực thuộc Bộ Văn hóa, Thể thao và Du lịch.

## Lịch sử
Trường Đại học Mỹ thuật Thành phố Hồ Chí Minh là một trong những trường mỹ thuật có truyền thống lâu đời ở Việt Nam. Tiền thân là trường Vẽ Gia Định (École de Dessin) được thành lập ngày 1 tháng 9 năm 1913. Năm 1917, trường đổi tên là trường Trang trí Mỹ thuật Gia Định, một trường mỹ thuật duy nhất ở miền Nam Việt Nam được xếp vào bậc trung học chuyên nghiệp đệ nhất cấp và được công nhận là thành viên của Hiệp hội Trung ương Trang trí Mỹ thuật Paris.
Kể từ khi thành lập, "Trường Vẽ Gia Định" ngày càng phát triển. Nhưng sự phát triển ấy chủ yếu là do đội ngũ giảng viên có tâm huyết với nghệ thuật, cho đến năm 1917 trường vẽ Gia Định là trường Mỹ thuật duy nhất được xếp vào loại "trường Trung học đệ nhất cấp" và được nhận là hội viên của "Hiệp hội Trung ương trang trí Mỹ thuật Paris". Đây là cột mốc quan trọng vì là lần đầu tiên học sinh của trường được tiếp xúc với hội họa phương Tây. trường bắt đầu đào tạo có hệ thống, có phương pháp khoa học, thay cho cách đào tạo truyền nghề. Những người có công làm việc đó là: Ông L'Helgouache, ông Garnier, ông André Joyeux, ông Claude Lemaire, ông Lưu Đình Khải, ông Đỗ Đình Hiệp...
Năm 1940, trường vẽ Gia Định được đổi tên thành "trường Mỹ nghệ thực hành Gia Định" (École des Arts appliqués de Gia Đinh). Từ đây chương trình đào tạo của trường dần dần được cải thiện, thêm môn trang trí tổng quát, luật viễn cận... Đặc biệt thêm môn học ký họa, nhờ thế mà trường đã đưa học sinh thâm nhập thực tế cuộc sống, phản ánh cuộc sống của nhân dân lao động trong những tác phẩm nghệ thuật.
Năm 1945, với Cách mạng tháng Tám và "Toàn Quốc kháng chiến", nhiều học sinh của trường đã bỏ học đi kháng chiến như: Huỳnh Công Nhãn, Hoàng Trầm... Thời gian này trường cũng tạm ngưng hoạt động.
Năm 1946, trường mang tên là trường Mỹ nghệ thực hành Gia Định (École des Arts appliqués de Gia Đinh).
Năm 1951, trường lại đổi tên thành trường Quốc gia Trang trí Mỹ thuật Gia Định.
Năm 1954, chính quyền Việt Nam Cộng hòa cho thành lập Trường Quốc gia Cao đẳng Mỹ thuật Sài Gòn, chuyên đào tạo về nghệ thuật tạo hình với chương trình học 3 năm, qua các chuyên khoa: Sơn dầu, Sơn mài, Lụa, Điêu khắc. Vị Giám đốc đầu tiên là họa sĩ Lê Văn Đệ (1954-1966).
Mốc lịch sử quan trọng về đào tạo mỹ thuật ở Sài Gòn trong thời kỳ này là chủ trương nâng cấp về đào tạo của hai trường: Quốc gia Cao đẳng Mỹ thuật Sài Gòn và Trung học Trang trí Mỹ thuật Gia Định (tiền thân là trường Mỹ nghệ Gia Định).
Năm 1971, trường Trung học Trang trí Mỹ thuật Gia Định nâng thêm một cấp học nữa, trở thành hai cấp học: Cấp I học 4 năm, cấp II học 3 năm. Và chính thức đổi tên thành "Trường Quốc gia Trang trí Mỹ thuật". Trường Quốc gia Cao đẳng Mỹ thuật Sài Gòn cũng nâng thêm một cấp học biến tổng số năm học trong trường từ 3 năm lên thành 7 năm.
Năm 1975, hai trường trên được nhập lại làm một. Ông Nguyễn Phước Sanh và ông Cổ Tấn Long Châu được phân công vào Ban phụ trách trường" Sau thời gian tiếp quản, ông Nguyễn Phước Sanh được cử làm hiệu trưởng đầu tiên của trường Cao đẳng Mỹ thuật Tp. Hồ Chí Minh, sau đó là trường Đại học Mỹ thuật Tp. Hồ Chí Minh.
Ngày 12 tháng 11 năm 1975, Bộ Văn hóa thông tin của Chính phủ Cách mạng Lâm thời Cộng hòa Miền Nam Việt Nam chính thức phê chuẩn thành lập Ban phụ trách (bao gồm trường vẽ Gia Định và Cao đẳng Mỹ thuật Sài Gòn) gồm có 2 ông: Ông Nguyễn Phước Sanh và ông Cổ Tấn Long Châu để chuẩn bị khai giảng năm học mới.
Ngày 12 tháng 11 năm 1976, Bộ Văn hóa nước Cộng hòa Xã hội chủ nghĩa Việt Nam quyết định đổi tên trường (gồm 2 trường) thành trường Cao đẳng Mỹ thuật Tp. Hồ Chí Minh.
Ngày 29 tháng 9 năm 1981, Chủ tịch Hội đồng Bộ trưởng nước Cộng hòa Xã hội chủ nghĩa Việt Nam quyết định đổi tên trường thành trường Đại học Mỹ thuật Thành phố Hồ Chí Minh.

## Hệ đào tạo
Trường Đại học Mỹ thuật Thành phố Hồ Chí Minh có hai hệ: hệ Đại học và hệ Trung học. Hệ Đại học có Đại học chính quy và Đại học tại chức.
Hệ Đại học 6 năm (trước 1975) được thống nhất lại còn 5 năm; Trung học 5 năm thành 3 năm. Hiện nay hệ Trung học đang dần được chuyển về các địa phương để được đào tạo theo chương trình thống nhất do Bộ văn hóa ban hành.
Về cơ cấu lãnh đạo, từ năm 1974 đến nay trường đã qua 3 thời kỳ hiệu trưởng: Giáo sư Nguyễn Phước Sanh, Thạc sĩ Nguyễn Hoàng, Nguyễn Huy Long, NGND. Tiến sĩ Trương Phi Đức, hiện nay, PGS. Tiến sĩ Nguyễn Văn Minh.
Trong 30 năm qua, nhà trường đã đào tạo gần 2.500 học sinh, sinh viên - hiện họ đang hoạt động hầu hết ở các tỉnh Nam Bộ và Thành phố Hồ Chí Minh.

## Tuyển sinh
Các ngành đào tạo trình độ Đại học:
Ngành Sư phạm mỹ thuật (Arts Education).
Ngành Hội họa (Painting).
Ngành Đồ hoạ (Printmaking):
- Đào tạo chú trọng vào sự sáng tạo không rập khuôn.
- Người học có thể áp dụng kiến thức vào trong nền công nghiệp quảng cáo hoặc mở xưởng sản xuất truyện tranh.

Ngành Điêu khắc (Sculpture).
Ngành Lý luận Lịch sử phê bình mỹ thuật (Theory, history and criticism of Fine Arts).
Ngành Thiết kế đồ họa (Graphic design):
- Đào tạo chú trọng vào sự sáng tạo không rập khuôn. Áp dụng công nghệ vào trong ngành đồ hoạ.
- Người học có thể áp dụng kiến thức vào trong nền công nghiệp quảng cáo hoặc mở xưởng phim hoặc xưởng sản xuất truyện tranh.

Các chương trình đào tạo trình độ Thạc sĩ:
- Thạc sĩ Mỹ thuật tạo hình.
- Thạc sĩ Lý luận Lịch sử mỹ thuật.

Chương trình đào tạo trình độ Tiến sĩ:
- Lý luận và Lịch sử mỹ thuật

Cách thức xét tuyển:
Thí sinh lựa chọn 1 trong 3 phương án xét tuyển môn Ngữ văn sau khi đã được công nhận tốt nghiệp Trung học Phổ thông, Trung cấp chuyên nghiệp hoặc Trung cấp nghề. Cụ thể như sau:
- Căn cứ vào kết quả thi môn Ngữ văn của kỳ thi Trung học phổ thông quốc gia;
- Điểm trung bình cộng 3 năm môn Ngữ văn lớp 10,11,12;
- Đối với thí sinh các trường trung cấp chuyên nghiệp, trung cấp nghề không tổ chức thi tốt nghiệp được xét điểm trung bình cộng 3 năm môn Ngữ văn lớp 10,11,12.Lưu ý: Tất cả các phương án xét tuyển, môn Ngữ văn đều phải đạt từ 5 điểm trở lên.[3]

Tổ hợp chi tiết các môn thi?
| Ngành                                                                                 | Tổ hợp môn thi                                      | Thời gian đào tạo | Mô tả ngành |
| KHOA SƯ PHẠM                                                                          |                                                     |                   | |
| Ngành Sư phạm mỹ thuật (Arts Education)                                               | H00 (Ngữ văn, Vẽ bố cục màu, Vẽ hình họa chân dung) | 4 năm             | _Được miễn học phí. _Đào tạo đa dạng về các ngành mỹ thuật truyền thống, kĩ năng vẽ tay từ sơn dầu, sơn mài đến in khắc gỗ, in lưới các ngành cần thiết cho giảng viên đại học và giáo viên mỹ thuật nói chung. _Đào tạo chuyên môn sư phạm. _Được đi thực tập dạy học ở các trường tiểu học, trung học,.. |
| KHOA MỸ THUẬT TẠO HÌNH                                                                |                                                     |                   | |
| Ngành Hội họa (Painting).                                                             | H00 (Ngữ văn, Vẽ bố cục màu, Vẽ hình họa toàn thân) | 5 năm             | _ Hội họa tập trung vào mỹ thuật truyền thống, sáng tác tác phẩm hội họa. _Sinh viên được đào tạo kỹ năng hình họa người và bố cục màu trong sáng tác. _ Hội họa chia thành 3 chuyên ngành (phân ngành vào năm 3) + Sơn dầu. (Oil painting) + Sơn mài. (Lacquer painting) + Tranh lụa. (Silk painting) |
| Ngành Đồ hoạ Chuyên ngành 1: Tranh in (Printmaking) Chuyên ngành 2: Tranh truyện      | H00 (Ngữ văn, Vẽ bố cục màu, Vẽ hình họa toàn thân) | 5 năm             | _ Đào tạo về KỸ NĂNG TẠO HÌNH._Sinh viên sẽ được đào tạo chuyên môn về hình họa người và chuyên sâu bố cục màu sắc với các chất liệu đa dạng từ chì, than, sơn dầu, bút sắt, mực nho, màu nước, phấn tiên,... _Đồ họa chia làm 2 chuyên ngành chính (phân ngành vào năm 3): - Tranh in: in khắc gỗ, khắc kim loại, in đá, in lưới,.. ( mỹ thuật tạo hình truyền thống từ thời chưa có máy tính và máy in xuất hiện) - Tranh truyện. (Sáng tác truyện tranh, minh họa) |
| Ngành Điêu khắc (Sculpture).                                                          | H00 (Ngữ văn, Nặn tượng tròn, Phù Điêu)             | 5 năm             | _Một trong những ngành khó nhằn nhất của ĐHMT vì đòi hỏi bạn phải biết nặn tượng khi thi đầu vào. _Đào tạo chuyên môn hình họa người và bố cục trên các chất liệu điêu khắc như tượng thạch cao, phù điêu, gò đồng,... |
| Ngành Lý luận Lịch sử phê bình mỹ thuật (Theory, history and criticism of Fine Arts). | H00 (Ngữ văn, Vẽ bố cục màu, Vẽ đầu tượng)          | 4 năm             | _Đào tạo các kỹ năng vẽ cơ bản về hình họa (vẽ đầu tượng, chân dung,..) và bố cục trang trí màu. _ Trang bị kiến thức cơ bản về Lý luận và Lịch sử Mỹ thuật: các kỹ thuật chất liệu của Hội họa, Đồ họa, Điêu khắc – Lịch sử Thế giới – Lịch sử Việt Nam , Lịch sử văn học Thế giới – Lịch sử văn học Việt Nam – Lý luận văn học – Ngôn ngữ học – Khảo cổ – Bảo tồn và Trùng tu di tích – Văn hóa học – Hán nôm – Tin học,... Phương pháp nghiên cứu, thực tế về Mỹ thuật.... |
| KHOA MỸ THUẬT ỨNG DỤNG                                                                |                                                     |                   | |
| Ngành Thiết kế Đồ hoạ (Graphic design):                                               | H00 (Ngữ văn, Vẽ trang trí màu, Vẽ chân dung)       | 4 năm             | _Đào tạo các kỹ năng vẽ tay về hình họa và bố cục với các chất liệu màu nước, chì màu,..song song bên cạnh kỹ năng vẽ máy, sử dụng phần mềm thiết kế như photoshop, adobe illustrator (AI),...và các phần mềm 3D, dựng phim nếu bạn chọn chuyên ngành media. _ TKĐH được phân làm 2 chuyên ngành (phân ngành vào năm 2) + Thiết kế Đồ hoạ (Graphic):ứng dụng thiết kế hình ảnh. Điểm đặc biệt của chuyên ngành graphic là đồ án "72 ý tưởng" hoành tráng giúp kích thích sự sáng tạo phát triển ý tưởng hình ảnh của designer, thiết kế logo, bộ thương hiệu, poster,... + Thiết kế Truyền thông (Media): ứng dụng thiết kế truyền thông: Quay phim, dựng 3D, hoạt hình, edit video, xử lý hậu kì, thiết kế web, marketting,.. _Các đồ án của TKĐH phải kể đến như là: typography (thiết kế font chữ), vẽ truyện tranh, thiết kế bộ nhận dạng thương hiệu, diễn họa 3D, quay phim , dựng phim, làm hoạt hình... |